# モンクリフ準男爵
モンクリフ準男爵（英: Moncreiffe baronets）は、イギリスの準男爵位。いずれもモンクリフ氏族に対する授与で、2つのノヴァスコシア準男爵位と1つの連合王国準男爵位が創設されている。
1685年創設の準男爵位以外は休止状態にあり、その1685年創設の準男爵位も1985年以降は名跡エロル伯爵位の従属称号としてのみ存続している。

## モンクリフのモンクリフ準男爵（1626年）
スコットランド庶民院議員を務めたジョン・モンクリフ(?-1651)は1626年4月22日にノヴァスコシア準男爵位の「(モンクリフの)準男爵(Baronet, of Moncreiff)」を授けられた。この創設が第1期にあたり、準男爵位には『初代準男爵の直系・非直系を問わない男子相続人(heirs male whatsoever)』という特別継承規定が定められていた。準男爵位は初代準男爵の直系男子の系統、初代準男爵の弟ヒューの系統、初代準男爵の父の男系子孫へと継承された。
この流れを汲む子孫の第9代準男爵サー・ジェイムズ・モンクリフ(1811-1895)はスコットランド法務長官を務めた法曹家であったが、彼は1874年に連合王国貴族として「キンロス州タリーボールのモンクリフ男爵(Baron Moncreiff, of Tulliebole in the County of Kinross)」に叙されている。以降、準男爵位は男爵位の従属称号となったが、2021年現在の男爵家現当主のロデリック(1954-)は準男爵位の継承を認められておらず、準男爵位は休止状態にある。
- 初代準男爵サー・ジョン・モンクリフ (? - c. 1651)
- 第2代準男爵サージョン・モンクリフ (1635–1674)
- 第3代準男爵サー・デイヴィッド・モンクリフ (? - c. 1690)
- 第4代準男爵サー・ジェイムズ・モンクリフ (? - 1698)
- 第5代準男爵サー・ジョン・モンクリフ (c. 1628–1714)
- 第6代準男爵サー・ヒュー・モンクリフ (? - 1744)
- 第7代準男爵サー・ウィリアム・モンクリフ (? - 1767)
- 第8代準男爵サー・ヘンリー・モンクリフ＝ウェルウッド（英語版） (1750–1827)
- 第9代準男爵サー・ジェイムズ・ウェルウッド＝モンクリフ（英語版） (1776–1851)
- 第10代準男爵サー・ヘンリー・ウェルウッド＝モンクリフ（英語版） (1809–1883)
- 第11代準男爵サー・ジェイムズ・モンクリフ（英語版） (1811–1895)（1874年にモンクリフ男爵叙爵）

以降の歴代準男爵はモンクリフ男爵を参照。

## モンクリフのモンクリフ準男爵（1685年）

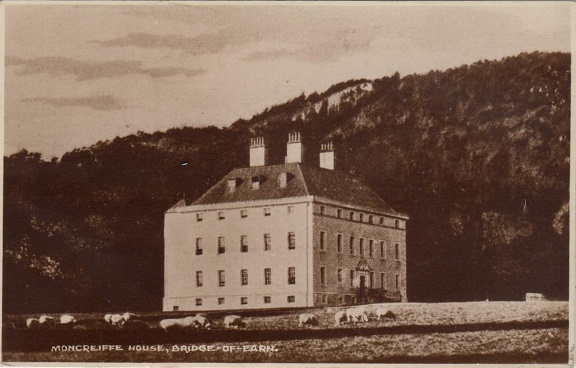
一族の邸宅モンクリフ・ハウス（焼失前）

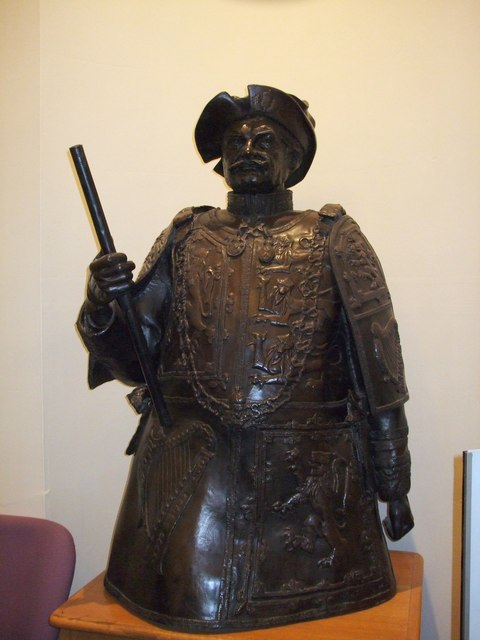
第11代準男爵イアンの胸像。紋章官にして系譜学者。

その祖サー・トマス・モンクリフ(1627-1715)はスコットランド大蔵省書記官(clerk of the Exchequer and Tresurery in Scotland)を務めて、一族の富を築いた人物である。トマスは上記のモンクリフ家の分枝の子孫デイヴィッド・モンクリフを父に持つ。彼は1685年11月30日にノヴァスコシア爵位の「(パース州モンクリフの)準男爵(Baronet, of Moncreiffe in Perthshire)」を授けられた。この創設が第2期の創設にあたり、準男爵位には上記同様に『初代準男爵の直系・非直系を問わない男子相続人(heirs male whatsoever)』という特別継承規定が定められていた。
彼ののちは同名の甥トマス(2代準男爵、?-1738)が準男爵位を継ぎ、以降は8代準男爵ルパート(1856–1931)までその直系子孫による継承が続いた。ルパートののちはその甥ジョン・ガイ・モンクリフ（トマス・ジョージ・モンクリフの息子）が第9代準男爵位を襲った。
その子の10代準男爵デイヴィッド(1922-1957)の代に一族の邸宅モンクリフ・ハウスが火事となり焼失、デイヴィッド自身も火事に巻き込まれて死去している。準男爵位は9代準男爵ジョンの弟の系統に遡り、その子孫イアン・モンクリフが継承している。
11代準男爵イアン(1919-1985)はユニコーン紋章官補やオルバニー紋章官を歴任した紋章官であった一方、系譜学者としても『Simple Heraldry』や『The Highland Clans』を執筆して成功を収めた。彼は名門エロル伯爵家の当主ダイアナ・ヘイと結婚したため、準男爵位も伯爵位とともに夫妻の息子へと相続されることとなる。2021年現在、準男爵位は夫妻の長男である第24代エロル伯爵マーリン・ヘイ(1948-)が保持している。
- 初代準男爵サー・トマス・モンクリフ (c. 1627–1715)
- 第2代準男爵サー・トマス・モンクリフ (? - 1738)
- 第3代準男爵サー・トマス・モンクリフ (1704–1739)
- 第4代準男爵サー・トマス・モンクリフ(1732–1784)
- 第5代準男爵サー・トマス・モンクリフ (1758–1818)
- 第6代準男爵サー・デイヴィッド・モンクリフ (1788–1830)
- 第7代準男爵サー・トマス・モンクリフ（英語版） (1822–1879)
- 第8代準男爵サー・ルパート・ドラモンド・モンクリフ (1856–1931)
- 第9代準男爵サー・ジョン・ガイ・モンクリフ (1884–1934)
- 第10代準男爵サー・デイヴィッド・ジェラルド・モンクリフ (1922–1957)
- 第11代準男爵サー・ルパート・イアン・ケイ・モンクリフ (1919–1985)
- 第12代準男爵マーリン・セレルド・ヴィクター・ギルバート・ヘイ (1948 - )

準男爵位の法定推定相続人は現当主の息子にしてエロル伯爵位の正当な相続人たるヘイ卿（儀礼称号）ハリー・ヘイ(1984 - )。

## キルダフのモンクリフ準男爵（1871年）
上記のジェイムズ・モンクリフに対して、1871年5月23日に与えられた連合王国準男爵位の「(キルダフの)準男爵(Baronet, of Kilduff)」が第3期の創設にあたる。彼は前述のとおりモンクリフ男爵に叙されたほか、1883年には上記のモンクリフ準男爵位を従兄弟から継承した。よって1871年の準男爵位も男爵家へと流れたが、5代準男爵ロバート(1915-2002)の死去後、男爵家現当主のロデリック(1954-)は準男爵位の継承を認められておらず、準男爵位は休止状態にある。
- 初代準男爵サー・ジェイムズ・モンクリフ（英語版）（1811-1895）

以降の歴代準男爵はモンクリフ男爵を参照。